# ۲۰۵ (قمری)
۲۰۵ (قمری)، دویست و پنجمین سال در گاهشماری هجری قمری است. اول محرم این سال برابر با بیست و یکم ژوئن سال ۸۲۰ میلادی است.